# Eleição municipal de Botucatu em 2020
A eleição municipal de Botucatu em 2020 foi o 18.º pleito eleitoral realizado na história do município. Foi disputada em turno único, dado que Botucatu por não ter 200 000 eleitores registrados e aptos ao voto, não atende ao critério eleitoral definido pelo inciso II do artigo n.º 29 da Constituição Federal para a realização de um 2.º turno caso nenhum dos candidatos a prefeito alcance maioria absoluta dos votos. Neste caso, o(a) vencedor(a) é escolhido por maioria simples.
Originalmente prevista para ocorrer em 4 de outubro, sua realização foi adiada para 15 de novembro após determinação da Emenda Constitucional n.º 107/2020, aprovada pelo Congresso Nacional e sancionada pelo presidente da República à época Jair Bolsonaro (PSL), em razão do agravamento da pandemia de COVID-19 no Brasil.
Segundo dados do Tribunal Superior Eleitoral, 101 009 eleitores compunham o eleitorado botucatuense apto a eleger 1 prefeito, 1 vice–prefeito e 11 vereadores para a Câmara Municipal em 2020.

## Candidaturas apresentadas

### Candidatos(as) deferidos(as)
| Nº | Cabeça de chapa  | Cabeça de chapa | Vice              | Vice    | Coligação                                                                    | Fonte                         |
| Nº | Nome             | Partido         | Nome              | Partido | Coligação                                                                    | Fonte                         |
| -- | ---------------- | --------------- | ----------------- | ------- | ---------------------------------------------------------------------------- | ----------------------------- |
| 12 | Mário Ielo       | PDT             | Tania Madrid      | PDT     | "Feliz Cidade Para Todos" PDT, PSD                                           | [ 3 ]                         |
| 13 | Priscila Firmino | PT              | Claudião          | PT      | "Juntos Com a Força do Povo" PT, PCdoB                                       | [ 4 ] [ 5 ] [ 6 ] [ 7 ] [ 8 ] |
| 17 | Izaias Colino    | PSL             | Katia Christófalo | PODE    | "Eu Acredito no Diálogo" PSL, PRTB, PODE                                     | [ 9 ] [ 10 ]                  |
| 45 | Mário Pardini    | PSDB            | André Peres       | DEM     | "Botucatu Não Pode Parar" PSDB, DEM, PP, PL, REP, PTB, PSB, PROS, CIDA, REDE | [ 11 ]                        |

### Candidato indeferido
| Nº | Cabeça de chapa | Cabeça de chapa | Vice            | Vice    | Coligação    | Fonte                |
| Nº | Nome            | Partido         | Nome            | Partido | Coligação    | Fonte                |
| -- | --------------- | --------------- | --------------- | ------- | ------------ | -------------------- |
| 29 | Pedro Pereira   | PCO             | Márcio Oliveira | PCO     | Não coligado | [ 12 ] [ 13 ] [ 14 ] |

## Resultados eleitorais

### Poder Executivo
Mário Pardini foi re-eleito prefeito de Botucatu com 85,51% dos votos válidos.
| Candidato(a)           | Vice                      | Turno único 15 de novembro de 2020 | Turno único 15 de novembro de 2020 |
| Candidato(a)           | Vice                      | Votação                            | Votação                            |
|                        |                           | Total                              | Porcentagem                        |
| ---------------------- | ------------------------- | ---------------------------------- | ---------------------------------- |
| Mário Pardini (PSDB)   | André Peres (DEM)         | 58.541                             | 85,51%                             |
| Mário Ielo (PDT)       | Tania Madrid (PDT)        | 5.098                              | 7,45%                              |
| Izaias Colino (PSL)    | Ten. Coronel Katia (PODE) | 3.094                              | 4,52%                              |
| Priscila Firmino (PT)  | Claudião (PT)             | 1.731                              | 2,53%                              |
| Total de votos válidos | Total de votos válidos    | 68.464                             | 90,34%                             |
| Votos em branco        | Votos em branco           | 2.731                              | 3,60%                              |
| Votos nulos            | Votos nulos               | 4.594                              | 6,06%                              |
| Votos apurados         | Votos apurados            | 75.789                             | 75,02%                             |
| Abstenções             | Abstenções                | 25.236                             | 24,98%                             |
| Total de eleitores     | Total de eleitores        | 101.025                            | 100%                               |

### Poder Legislativo
| Abelardo da Costa Neto                | Republicanos | 2.660 | 4,14% |
| Erika Liao Tiago                      | Republicanos | 2.459 | 3,83% |
| André Rogerio Barbosa - Curumim       | PSDB         | 1.896 | 2,95% |
| Rodrigo Palhinha                      | DEM          | 1.666 | 2,59% |
| Laudo Gomes da Silva - Sargento Laudo | PSDB         | 1.549 | 2,41% |
| Silvio dos Santos - Silvinho da Caio  | Republicanos | 1.511 | 2,35% |
| Marcelo Sleiman                       | DEM          | 1.488 | 2,32% |
| Alessandra Lucchesi                   | PSDB         | 1.368 | 2,13% |
| Antonio Carlos Vaz de Almeida - Cula  | PSDB         | 1.342 | 2,09% |
| Rose Ielo                             | PDT          | 1.320 | 2,04% |
| Claudia Gabriel                       | DEM          | 1.226 | 1,91% |